# 대한민국 형사소송법 제420조
대한민국 형사소송법 제420조는 재심이유에 대한 형사소송법의 조문이다.

## 조문
제420조(재심이유) 재심은 다음 각 호의 1에 해당하는 이유가 있는 경우에 유죄의 확정판결에 대하여 그 선고를 받은 자의 이익을 위하여 청구할 수 있다.
1. 원판결의 증거된 서류 또는 증거물이 확정판결에 의하여 위조 또는 변조인 것이 증명된 때
2. 원판결의 증거된 증언, 감정, 통역 또는 번역이 확정판결에 의하여 허위인 것이 증명된 때
3. 무고로 인하여 유죄의 선고를 받은 경우에 그 무고의 죄가 확정판결에 의하여 증명된 때
4. 원판결의 증거된 재판이 확정재판에 의하여 변경된 때
5. 유죄의 선고를 받은 자에 대하여 무죄 또는 면소를, 형의 선고를 받은 자에 대하여 형의 면제 또는 원판결이 인정한 죄보다 경한 죄를 인정할 명백한 증거가 새로 발견된 때
6. 저작권, 특허권, 실용신안권, 의장권 또는 상표권을 침해한 죄로 유죄의 선고를 받은 사건에 관하여 그 권리에 대한 무효의 심결 또는 무효의 판결이 확정된 때
7. 원판결, 전심판결 또는 그 판결의 기초 된 조사에 관여한 법관, 공소의 제기 또는 그 공소의 기초 된 수사에 관여한 검사나 사법경찰관이 그 직무에 관한 죄를 범한 것이 확정판결에 의하여 증명된 때 단, 원판결의 선고 전에 법관, 검사 또는 사법경찰관에 대하여 공소의 제기가 있는 경우에는 원판결의 법원이 그 사유를 알지 못한 때에 한한다.

第420條(再審理由) 再審은 다음 各 號의 1에 該當하는 理由가 있는 境遇에 有罪의 確定判決에 對하여 그 宣告를 받은 者의 利益을 爲하여 請求할 수 있다.
1. 原判決의 證據된 書類 또는 證據物이 確定判決에 依하여 僞造 또는 變造인 것이 證明된 때
2. 原判決의 證據된 證言, 鑑定, 通譯 또는 飜譯이 確定判決에 依하여 虛僞인 것이 證明된 때
3. 誣告로 因하여 有罪의 宣告를 받은 境遇에 그 誣告의 罪가 確定判決에 依하여 證明된 때
4. 原判決의 證據된 裁判이 確定裁判에 依하여 變更된 때
5. 有罪의 宣告를 받은 者에 對하여 無罪 또는 免訴를, 刑의 宣告를 받은 者에 對하여 刑의 免除 또는 原判決이 認定한 罪보다 輕한 罪를 認定할 明白한 證據가 새로 發見된 때
6. 著作權, 特許權, 實用新案權, 意匠權 또는 商標權을 侵害한 罪로 有罪의 宣告를 받은 事件에 關하여 그 權利에 對한 無效의 審決 또는 無效의 判決이 確定된 때
7. 原判決, 前審判決 또는 그 判決의 基礎 된 調査에 關與한 法官, 公訴의 提起 또는 그 公訴의 基礎 된 搜査에 關與한 檢事나 司法警察官이 그 職務에 關한 罪를 犯한 것이 確定判決에 依하여 證明된 때 但, 原判決의 宣告 前에 法官, 檢事 또는 司法警察官에 對하여 公訴의 提起가 있는 境遇에는 原判決의 法院이 그 事由를 알지 못한 때에 限한다.

## 판례
- 무죄선고를 받은 자가 유죄의 선고를 받기 위하여는 재심이 허용되지 않는다[1]
- 미확정판결에 대한 재심청구는 법률상의 방식에 위배된 부적법한 것이다[2]
- 결정에 대하여는 재심청구가 허용되지 않는다[3]
- 특별사면에 의하여 유죄의 판결의 선고가 그 효력을 상실하게 되었다면 재심청구는 부적법하다[4]
- 형의 감경사유를 주장하는 경우는 형사소송법 제420조 제5호에 정한 '원판결의 인정한 죄보다 경한 죄'에 해당하지 않는다[5]
- 제420조 제5호에 정한 '증거가 새로 발견된 때'와 관련하여 그 증거가 법원뿐만 아니라 재심을 청구한 피고인에게도 새로워야 하는지에 대해 절충설의 입장이고[6], 같은 조 '무죄 등을 인정할 명백한 증거'에 해당하는지 여부에 대해 종합평가설을 판례는 취하고 있다[7]
- 제420조 제7호의 재심사유 해당 여부를 판단함에 있어 사법경찰관 등이 범한 직무에 관한 죄가 사건의 실체관계에 관계된 것인지 여부나 당해 사법경찰관이 직접 피의자에 대한 조사를 담당하였는지 여부는 고려할 사정이 아니다[8]

## 참고 문헌
- 손동권 신이철, 새로운 형사소송법(초판, 2013), 세창, 2013. ISBN 9788984114081

## 같이 보기
- 재심